# Simon Niepmann
Simon Niepmann (Lörrach, 2 agosto 1985) è un canottiere svizzero, vincitore della medaglia d'oro nel 4 senza pesi leggeri a Rio de Janeiro 2016.

## Palmarès
- Olimpiadi

Rio de Janeiro 2016: oro nel 4 senza pesi leggeri.
- Campionati del mondo di canottaggio

Chungju 2013: oro nel 2 senza pesi leggeri.
Amsterdam 2014: oro nel 2 senza pesi leggeri.
Aiguebelette-le-Lac 2015: oro nel 4 senza pesi leggeri.
- Campionati europei di canottaggio

Siviglia 2013: oro nel 2 senza pesi leggeri.
Belgrado 2014: oro nel 2 senza pesi leggeri.
Poznan 2015: oro nel 4 senza pesi leggeri.
Brandeburgo 2016: oro nel 4 senza pesi leggeri.